# Nyamanzi
Nyamanzi è una circoscrizione rurale (rural ward) della Tanzania situata nel distretto di Magharibi, regione di Zanzibar Urbana-Ovest. Conta una popolazione di 1 287 abitanti (censimento 2012).